# Aleksandra Despotović
Aleksandra Despotović (* 1. Dezember 1969 in Pljevlja) ist eine montenegrinische Agrarökonomin, Hochschullehrerin und Politikerin der Demokratischen Partei der Sozialisten Montenegros (DPS), die unter anderem Mitglied im Parlament von Montenegro ist.

## Leben
Aleksandra Despotović besuchte die Grundschule und das Gymnasium „Tanasije Pejatović“ in Pljevlja und begann 1988 ein Studium der Agrarökonomie an der Fakultät für Landwirtschaft der Universität Belgrad, das sie 1993 als eine der besten Studentinnen beendete und hierfür ein Universitätsstipendium erhielt. Ein dortiges 1994 begonnenes postgraduales Studium im Fachgebiet Agrarökonomiewissenschaften schloss sie 2000 mit einem Master of Science (MSc) in biotechnischen Wissenschaften ab und beendete 2005 dort auch ihre 2001 begonnene Promotion mit einem Doctor of Philosophy (Ph.D.) in biotechnischen Wissenschaften. Sie übernahm 2006 eine Assistenzprofessur und später eine außerordentliche Professur an der Biotechnischen Fakultät der Universität Montenegro und war als Gastdozentin an Lehr- und Forschungsaktivitäten an Universitäten in der Region und der EU beteiligt. Sie arbeitete zwischen 2008 und 2010 als Leiterin des Finanzdienstes am Institut für Tierhaltung in Belgrad und zeitgleich von 2008 bis 2010 als Lehrassistentin am Institut für Soziologie und Ökonomie der Landwirtschaft an der Fakultät für Landwirtschaft der Universität Belgrad. Des Weiteren war sie 2010 Leiterin des Aufbaustudiums an der Fakultät für Biotechnologie und im Zeitraum von 2010 bis 2019 Prodekanin für Lehre. Außerdem gehörte sie von 2015 bis 2019 der Sektorkommission für Landwirtschaft, Lebensmittel und Veterinärmedizin des Bildungsministeriums von Montenegro an. Ihr Schwerpunkt liegt im Bereich Theoriekosten und Berechnungen in der Landwirtschaft und ländlichen Soziologie sowie Statistik.
Neben ihrer Lehrtätigkeit verfasste sie über 100 wissenschaftliche Artikel, die in internationalen Fachzeitschriften und auf internationalen Konferenzen in den Bereichen Agrarökonomie, ländliche Entwicklung und Soziologie ländlicher Gemeinschaften veröffentlicht wurden.
Bei der Parlamentswahl am 11. Juni 2023 wurde Aleksandra Despotović für die Demokratische Partei der Sozialisten Montenegros DPS (Demokratska Partija Socijalista Crne Gore) unter Danijel Živković im Wahlbündnis Zajedno! Za budućnost koja ti pripada („Gemeinsam! Für die Zukunft, die Ihnen gehört“), der neben der DPS noch Socijaldemokrate Crne Gore SD, Demokratska unija Albanaca DUA sowie Liberalna partija Crne Gore LP angehören, Mitglied im Parlament von Montenegro (Skupština Crne Gore) und gehört dort den Ausschüssen für Geschlechtergleichstellung, für Tourismus, Landwirtschaft, Ökologie und Raumplanung sowie für Bildung, Wissenschaft, Kultur und Sport als Mitglied an.